# دهستان فروان
دهستان فروان یکی از دهستان‌های شهرستان آرادان در استان سمنان ایران است که در بخش کهن‌آباد قرار دارد.

## جمعیت
براساس سرشماری مرکز آمار ایران در سال ۱۳۹۵، جمعیت دهستان فروان ۱۱۳۴ نفر (۴۳۶ خانوار) بوده‌است.